# Faktor aktivacije B-ćelija
Faktor aktivacije B-ćelija, (BAFF) koji je takođe poznat kao faktor nekroze tumora ligand superfamilija član 13B, je protein koji je kod ljudi kodiran genom TNFLSF13B. BAFF je isto tako poznat kao B limfocit stimulator (BLyS), TNF-, APOL-srodni leukocit izražen ligand (TALL-1), i TNF-sličan molekul iz dendritskih ćelija (CD257 antigen; klaster diferencijacije 257).

## Struktura i funkcija
je citokin iz  ligand familije. Ovaj citokin je ligand za receptore TNFRSF13B/TACI, TNFRSF17/BCMA, i TNFRSF13C/BAFFR. Ovaj citokin je izražen u B ćelijskoj lozi ćelija, i on dejstvuje kao potentan B ćelijski aktivator. Za njega je bilo pokazano da igra važnu ulogu u proliferaciji i diferencijaciji B ćelija.
BAFF je 285-aminokiseline dugačak peptidni glikoprotein podleže glikozilaciji na ostatku 124. On je izražen kao transmembranski protein na različitim ćelijskim tipovima, kao što su monociti, dendritske ćelije i ćelije koštane srži. Transmembranska forma može biti odvojena od membrane, čime se generiše rastvorni proteinski fragment. BAFF je prirodni ligand tri neuobičajena receptora faktora nekroze tumor koji se zovu BAFF-R, TACI, i BCMA. Ova tri receptora imaju različite afinitete vezivanja za BAFF. Ovi receptori su izraženi uglavnom na formiranim B limfocitima (TACI se takođe nalazi na podskupu T-ćelija i BCMA na plazma ćelijama). TACI se najslabije vezuje pošto je njegov afinitet veći za slični protein koji se zove A proliferacija indukujući ligand (APRIL). BCMA pokazuje intermedijarno vezujući fenotip i može da interagujeu promenljivim stepenima bilo sa BAFF ili APRIL. Signalizacija kroz BAFF-R i BCMA stimuliše B limfocite da se proliferiraju i da se suprotstave apoptozi. Svi ovi ligandi dejstvuju kao heterotrimeri koji interaguju sa heterotrimerskim receptorima, mada je za BAFF poznato da može da bude aktivan kao bilo hetero- ili homotrimer.

## Interakcije
Za B-ćelijski aktivirajući faktor je bilo pokazano da interaguje sa TNFRSF13B,  i .

## Klinički značaj
Belimumab (Benlysta) je monoklonalno antitelo koje je razvila kompanija Ljudske genomske nauke (engl. Human Genome Sciences) koje specifično prepoznaje i inhibira biološku aktivnost B-limfocit stimulatora (BLyS) i ono je u kliničkim ispitivanjima za tretman Sistemske lupus eritematoze i drugih auto-imunih oboljenje.

## Literatura
- Nardelli B, Moore PA, Li Y, Hilbert DM (2003). „B lymphocyte stimulator (BLyS): a therapeutic trichotomy for the treatment of B lymphocyte diseases.”. Leuk. Lymphoma. 43 (7): 1367—73. PMID 12389615. doi:10.1080/10428190290033297.
- Zhou T, Zhang J, Carter R, Kimberly R (2003). „BLyS and B cell autoimmunity.”. Curr. Dir. Autoimmun. 6: 21—37. PMID 12408045. doi:10.1159/000066854.
- Stohl W (2005). „A therapeutic role for BLyS antagonists.”. Lupus. 13 (5): 317—22. PMID 15230285. doi:10.1191/0961203304lu1019oa.
- Quartuccio L, Fabris M, Ferraccioli G (2004). „[B lymphocyte stimulator (BLyS) and monocytes: possible role in autoimmune diseases with a particular reference to rheumatoid arthritis]”. Reumatismo. 56 (3): 143—6. PMID 15470519.
- Sutherland AP, Mackay F, Mackay CR (2007). „Targeting BAFF: immunomodulation for autoimmune diseases and lymphomas.”. Pharmacol. Ther. 112 (3): 774—86. PMID 16863659. doi:10.1016/j.pharmthera.2006.06.002.
- Bossen C, Schneider P (2007). „BAFF, APRIL and their receptors: structure, function and signaling.”. Semin. Immunol. 18 (5): 263—75. PMID 16914324. doi:10.1016/j.smim.2006.04.006.
- Brink R (2007). „Regulation of B cell self-tolerance by BAFF.”. Semin. Immunol. 18 (5): 276—83. PMID 16916609. doi:10.1016/j.smim.2006.04.003.
- Tangye SG, Bryant VL, Cuss AK, Good KL (2007). „BAFF, APRIL and human B cell disorders.”. Semin. Immunol. 18 (5): 305—17. PMID 16916610. doi:10.1016/j.smim.2006.04.004.
- Treml LS, Crowley JE, Cancro MP (2007). „BLyS receptor signatures resolve homeostatically independent compartments among naïve and antigen-experienced B cells.”. Semin. Immunol. 18 (5): 297—304. PMID 16919470. doi:10.1016/j.smim.2006.07.001.
- Woodland RT, Schmidt MR, Thompson CB (2007). „BLyS and B cell homeostasis.”. Semin. Immunol. 18 (5): 318—26. PMID 16931037. doi:10.1016/j.smim.2006.06.001.
- Kalled SL (2007). „Impact of the BAFF/BR3 axis on B cell survival, germinal center maintenance and antibody production.”. Semin. Immunol. 18 (5): 290—6. PMID 16931038. doi:10.1016/j.smim.2006.06.002.
- Mackay F, Leung H (2007). „The role of the BAFF/APRIL system on T cell function.”. Semin. Immunol. 18 (5): 284—9. PMID 16931039. doi:10.1016/j.smim.2006.04.005.
- Bosello S; Pers JO; Rochas C;  . (2007). „BAFF and rheumatic autoimmune disorders: implications for disease management and therapy.”. International journal of immunopathology and pharmacology. 20 (1): 1—8. PMID 17346422.
- Mukhopadhyay A; Ni J; Zhai Y;  . (1999). „Identification and characterization of a novel cytokine, THANK, a TNF homologue that activates apoptosis, nuclear factor-kappaB, and c-Jun NH2-terminal kinase.”. J. Biol. Chem. 274 (23): 15978—81. PMID 10347144. doi:10.1074/jbc.274.23.15978.
- Moore PA; Belvedere O; Orr A;  . (1999). „BLyS: member of the tumor necrosis factor family and B lymphocyte stimulator.”. Science. 285 (5425): 260—3. PMID 10398604. doi:10.1126/science.285.5425.260.
- Tribouley C; Wallroth M; Chan V;  . (2000). „Characterization of a new member of the TNF family expressed on antigen presenting cells.”. Biol. Chem. 380 (12): 1443—7. PMID 10661873. doi:10.1515/BC.1999.186.
- Gross JA; Johnston J; Mudri S;  . (2000). „TACI and BCMA are receptors for a TNF homologue implicated in B-cell autoimmune disease.”. Nature. 404 (6781): 995—9. PMID 10801128. doi:10.1038/35010115.
- Shu HB, Johnson H (2000). „B cell maturation protein is a receptor for the tumor necrosis factor family member TALL-1.”. Proc. Natl. Acad. Sci. U.S.A. 97 (16): 9156—61. PMC 16838 . PMID 10908663. doi:10.1073/pnas.160213497.

## Spoljašnje veze
- B-Cell+Activating+Factor на 